# Ranulph Fiennes
Ranulph Twisleton-Wykeham-Fiennes, 3.er Baronet (7 de marzo de 1944), habitualmente conocido como Ranulph (Ran) Fiennes (pronunciación en inglés: /ˈrænʌlf_ˈfaɪnz/), es un noble, militar retirado y aventurero inglés, poseedor de varios récords de resistencia. Es también un prolífico escritor.
Fiennes sirvió en el ejército británico durante ocho años, incluyendo un período de servicio en la contrainsurgencia, mientras estaba adscrito al ejército del Sultanato de Omán. Más tarde llevó a cabo numerosas expediciones y fue la primera persona que visitó tanto el Polo Norte como el Polo Sur usando solo medios de transporte de superficie y el primero que cruzó completamente a pie la Antártida. En mayo de 2009, a la edad de 65 años, ascendió a la cumbre del monte Everest, siendo el británico de más edad en hacerlo. Según el Libro Guinness de los Récords es el «explorador vivo más grande del mundo» ( world's greatest living explorer). Fiennes ha escrito numerosos libros sobre su servicio militar y sus expediciones, así como un libro en la defensa de Robert Falcon Scott frente a los revisionistas modernos.

## Biografía

### Primeros años y educación

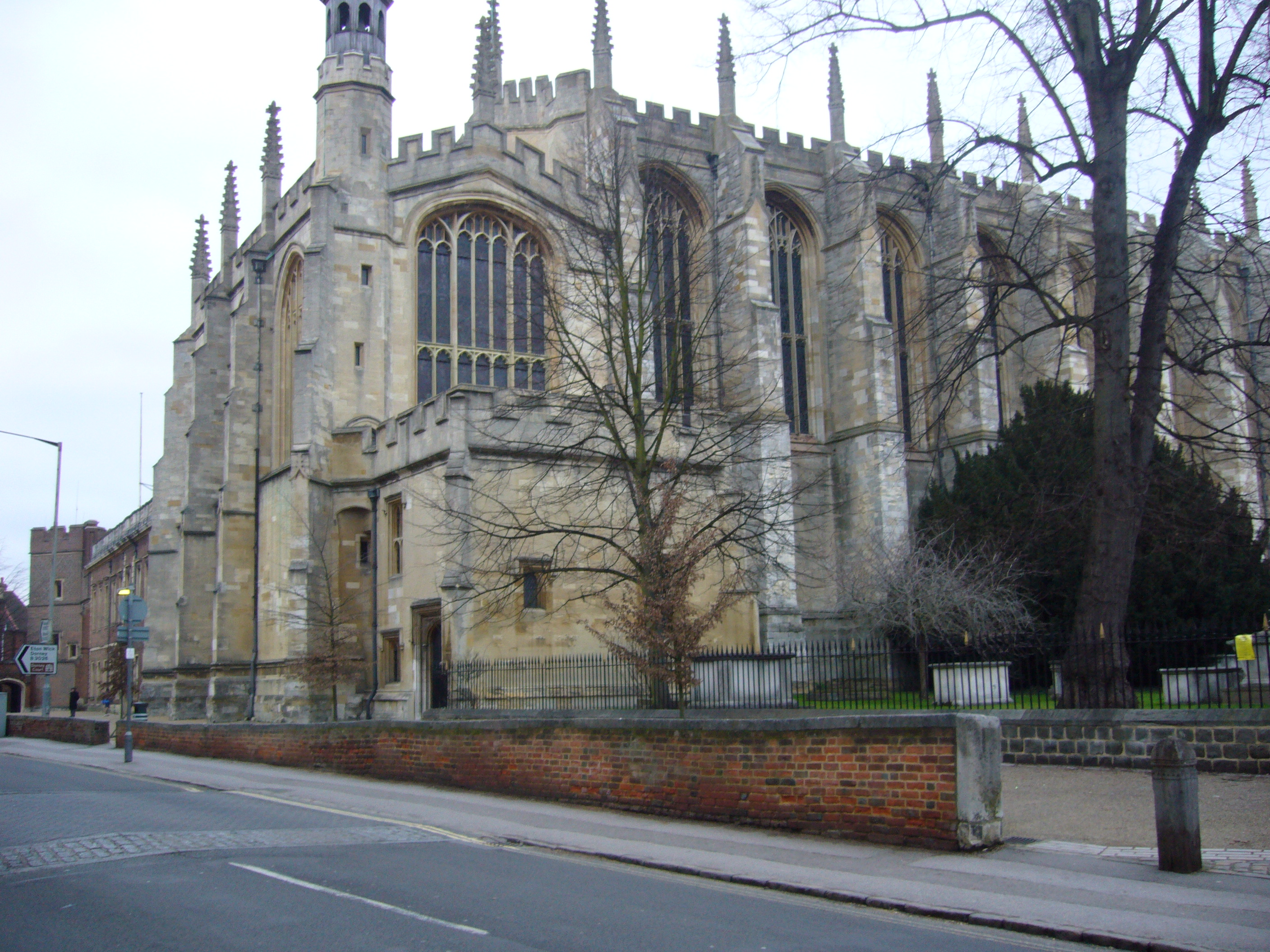
Eton College

Ranulph Fiennes nació en Berkshire, poco después de la muerte de su padre, el teniente coronel Sir Ranulph Twisleton-Wykeham-Fiennes, al mando de la Royal Scots Greys, que murió de las heridas sufridas el 24 de noviembre de 1943. Su madre fue Audrey Joan (muerta en 2004), hija menor de sir Percy Newson, Bt. Fiennes heredó de su padre la baronía, convirtiéndose al nacer en el tercer Baronet de Banbury. Fiennes es primo de Mark Fiennes cuyos hijos son los actores Joseph y Ralph Fiennes, y es primo lejano de la Familia Real Británica.
Después de la guerra, su madre se mudó con la familia a Sudáfrica, donde permaneció hasta que tenía 12 años. Mientras vivió en Sudáfrica asistió a la escuela preparatoria de la Provincia Occidental en Newlands, Ciudad del Cabo. Fiennes regresó a Inglaterra para ser educado en Sandroyd School, Wiltshire y luego en Eton, después de lo cual se unió al Ejército Británico.

### Carrera militar

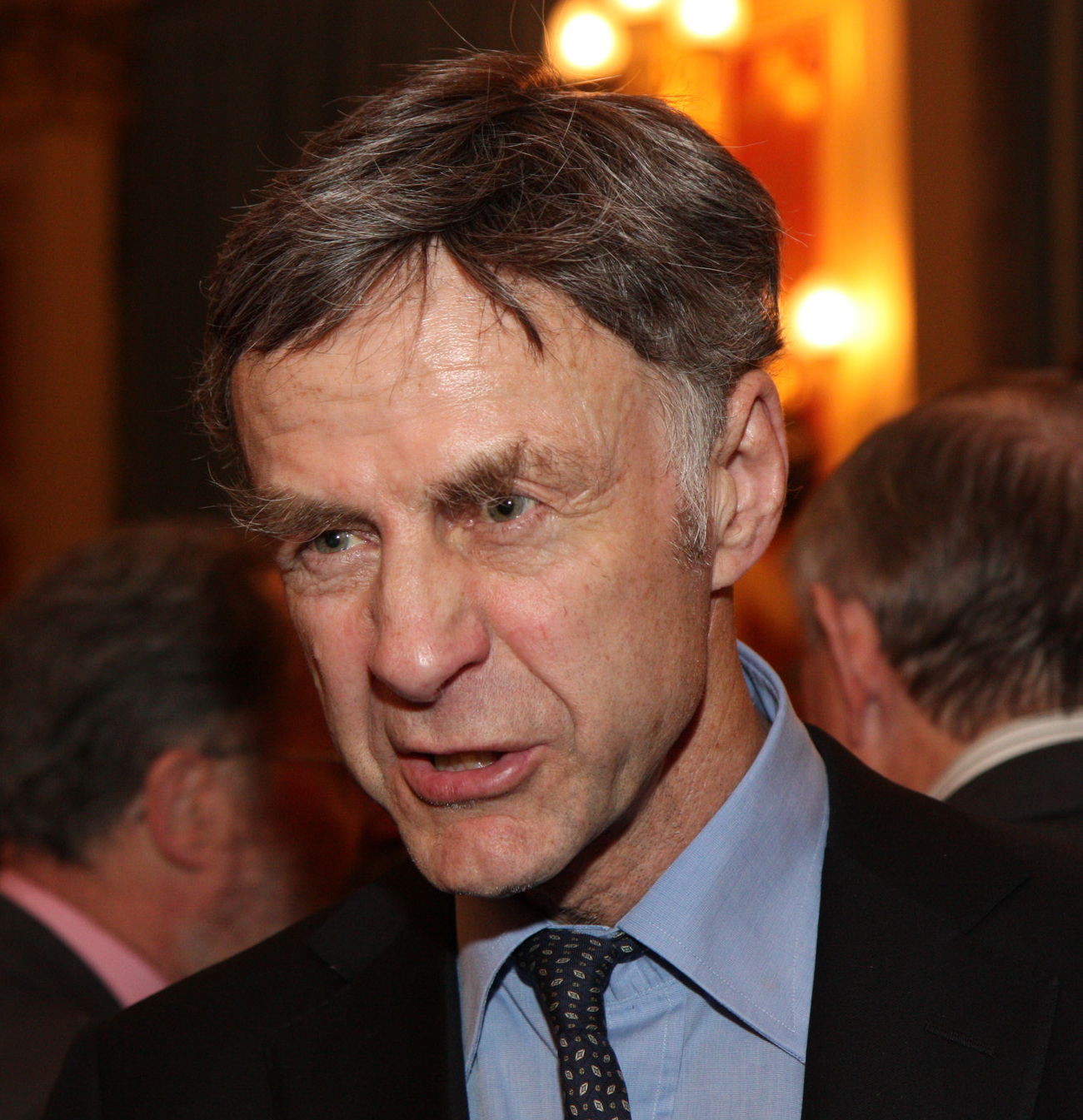
Fiennes en el evento celebrado en Londres «Celebrating Captain Scott's Legacy: 100 Years of Discovery and Diplomacy in Antarctica»

Fiennes sirvió durante ocho años en el ejército británico —en el regimiento de su padre, el Royal Scots Greys— y más tarde fue asignado al Servicio Aéreo Especial (SAS), donde se especializó en demoliciones.
La vida de servicio fue amenizada por varios incidentes y aventuras, incluyendo una ocasión en la que Fiennes y otro oficial adquirieron un cochinillo, que cubrieron con grasa de tanque, e introdujeron en el atestado salón de baile del ejército Staff College (Camberley). En otra ocasión, ofendido por la construcción de una fea presa de hormigón construida por la 20th Century Fox para la producción de la película Dr. Dolittle en el pueblo de Wiltshire de Castle Combe —reputado por ser el pueblo más bonito de Inglaterra—, Fiennes planeó demoler la presa. Utilizó explosivos que más tarde afirmó haber acumulado con las sobras de los ejercicios de entrenamiento. usando las habilidades de un recientemente finalizado curso de capacitación sobre evasión de perros de búsqueda por la noche, se libró de la captura, pero él y un colega culpable fueron posteriormente rastreados. Después de un proceso judicial, Fiennes tuvo que pagar una fuerte multa y él y su co-conspirador fueron dados de baja de las SAS. Fiennes fue asignado inicialmente a otro regimiento de caballería, pero luego se le permitió regresar a su regimiento.
Desilusionado por su servicio en el Ejército británico, en particular por las perspectivas de carrera, pasó los dos últimos años de su servicio adscrito al ejército del sultán de Omán. En ese momento, Omán estaba experimentando una creciente insurgencia comunista apoyada desde el vecino Yemen del Sur. Fiennes tuvo una crisis de conciencia poco después de llegar a Omán, cuando se dio cuenta del mal gobierno del sultán. Sin embargo, justificó su participación en el conflicto el hecho de que la opresión amenazaría una toma de poder comunista y que veía movimientos progresivo hacia un cambio en el sistema de gobierno del Sultanato. Después de familiarizarse con el territorio, estuvo al mando del Pelotón de Reconocimiento del Regimiento de Muscat, participando activamente en la rebelión de Dhofar. Dirigió varias incursiones en territorio controlado por los rebeldes en el Djebel Dhofar y fue condecorado por su valentía por el Sultanato.

### Aventurero
Desde la década de 1960 Fiennes ha sido un aventurero. Dirigió expediciones remontando el Nilo Blanco en un aerodeslizador en 1969 y en el glaciar Jostedal en Noruega en 1970. Una notable expedición fue la expedición Transglobe, que emprendió entre 1979 y 1982, cuando él y dos compañeros de la 21 SAS, Oliver Shepard y Charles R . Burton, viajaron alrededor del mundo realizando la primera circunnavegación polar, usando solamente medios de transporte de superficie. Nadie más lo ha hecho por ninguna otra ruta, antes o después.
En la Expedición Transglobe Fiennes y Charles R. Burton (1942–2002) lograron realizar la primera circunnavegación circumpolar —es decir, pasando por ambos polos terrestres— usando solo medios de transporte de superficie, y en una de esas etapas completaron el Paso del Noroeste. La ruta de unas 160 000 km llevó al equipo de la Expedición a cruzar por tierra África —a través del Sahara y Tombouctou, por los pantanos y selvas de Malí y Costa de Marfil hasta Abiyán—, luego siguieron por mar por el Atlántico hasta Ciudad del Cabo y después hasta la Antártida —que cruzaron a pie sobre los enormes campos de grietas sin explorar pasando por el polo Sur— de nuevo por mar por el Pacífico —con etapas en Auckland, Sídney, Los Ángeles y Vancouver— hasta la desembocadura del río Yukón, luego en una travesía continental por Norteamérica —remontando en una lancha el Yukón y descendiendo el río Mackenzie— hasta el mar de Beaufort, luego recorriendo el inhóspito Paso del Noroeste, cementerio de tantos partícipes famosos, para llegar a pie al Polo Norte y regresar por las Svalbard tras haber superado los peligros impredecibles del océano Ártico.
En 1992 Fiennes dirigió una expedición que descubrió lo que podría ser un puesto de avanzada de la ciudad perdida de Iram la de las columnas en Omán. Al año siguiente se unió al especialista en nutrición Mike Stroud para convertirse en el primero en cruzar el continente antártico sin soporte; les llevó 93 días. Un nuevo intento en 1996 para caminar hasta el Polo Sur en solitario, en una misión caritativa de ayuda contra el cáncer de mama, no tuvo éxito debido a un ataque de cálculo renal y tuvo que ser rescatado de la operación por su equipo.
En 2000 trató de caminar en solitario y sin apoyo hasta el Polo Norte. La expedición fracasó cuando sus trineos cayeron a través del hielo débil y Fiennes se vio obligado a tirar de ellos a mano. Sufrió graves congelaciones en las puntas de todos los dedos de su mano izquierda, lo que le obligó a abandonar el intento. Al volver a casa, su cirujano insistió en que los dedos necróticos se conservasen durante varios meses antes de la amputación, para permitir el crecimiento de nuevo tejido sano restante. Impaciente por el dolor que le causaban los moribundos dedos, Fiennes se los cortó él mismo con una sierra de marquetería, justo por encima de donde sentía el dolor.
A pesar de haber sufrido un ataque al corazón y de haberse sometido a una operación de doble baipás coronario apenas cuatro meses antes, Fiennes se unió a Stroud de nuevo en 2003 para completar siete maratones en siete días en siete continentes en el «Land Rover 7x7x7 Challenge» para la «Fundación Británica del Corazón» (British Heart Foundation). «En retrospectiva, no lo habría hecho ni lo haría de nuevo. Fue idea de Mike Stroud...». Su serie de maratones fue la siguiente:
- 26 de octubre - Carrera 1: Patagonia - América del Sur
- 27 de octubre - Carrera 2: Islas Malvinas - "Antártida"
- 28 de octubre - Carrera 3: Sídney - Australia
- 29 de octubre- Carrera 4: Singapur - Asia
- 30 de octubre - Carrera 5: Londres - Europa
- 31 de octubre - Carrera 6: El Cairo - África
- 1 de noviembre - Carrera 7: Nueva York - América del Norte

En principio Fiennes había planeado realizar el primer maratón en la isla King George, en la Antártida, y la segunda habría tenido lugar en Santiago de Chile Sin embargo, el mal tiempo y problemas con el motor del avión le hicieron cambiar sus planes, cooriendola carrera de América del Sur en el sur de la Patagonia y luego saltando a las Malvinas como sustituto de la carrera en la Antártida.
Hablando después del evento, Fiennes dijo que el maratón de Singapur había sido de lejos el más difícil debido a la alta humedad y la contaminación. También dijo que su cirujano cardíaco había aprobado los maratones, siempre y cuando su ritmo cardíaco no excediese de las 130 pulsaciones por minuto. Fiennes dijo más tarde que se había olvidado de empacar su monitor de frecuencia cardíaca, y que por ello no sabía cómo de rápido latía su corazón.
En marzo de 2007, a pesar de un miedo permanente a las alturas, Fiennes ascendió al Eiger por su cara norte, obteniendo un patrocinio de £ 1.800.000 para entregar al Delivering Choice Programme de la Marie Curie Cancer Care. El 24 de mayo de 2008, Fiennes tuvo que abandonar un intento de ser el británico de mayor edad que escalase el monte Everest, cuando, en otra subida para recaudar fondos con fines caritativos, se vio obligado a abandonar a causa del agotamiento después de llegar al punto de parada final del ascenso. Un portavoz informó que Fiennes sufrió debido a problemas del corazón y de vértigo durante el ascenso.

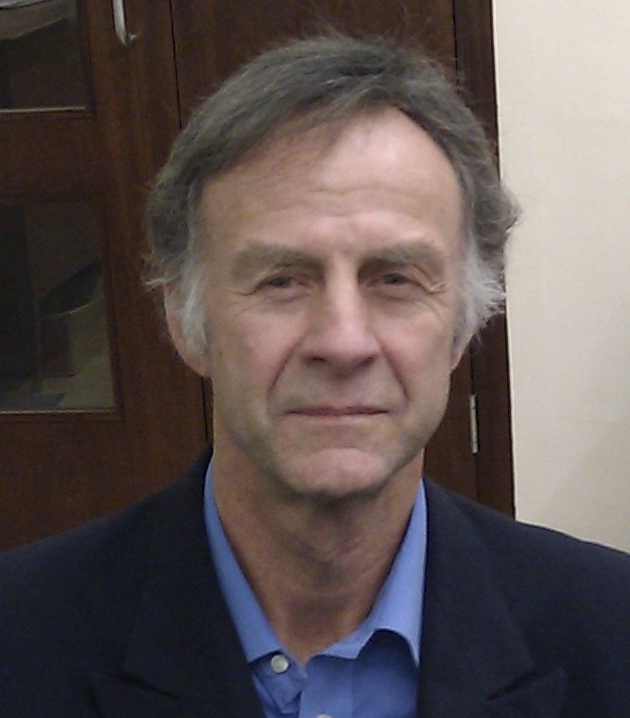
Fiennes en 2011.

El 20 de mayo de 2009, Fiennes alcanzó la cumbre del monte Everest, convirtiéndose en el británico de más edad en lograrlo. Un informe de noticias de la BBC señaló que Fiennes era la primera persona que escalaba el Everest y había cruzado ambos casquetes polares. Del grupo de aventureros que habían visitado los dos polos, sólo cuatro habían atravesado con éxito los dos casquetes polares: el noruego Børge Ousland, el belga Alain Hubert y Fiennes. Fiennes, al alcanzar con éxito la cumbre del Everest en 2009, se convirtió por ello sin duda en la primera persona en alcanzar los tres objetivos. Ousland le escribió para felicitarle. Fiennes sigue compitiendo en eventos de resistencia en el Reino Unido y se ha visto recientemente en las categorías de veteranos de algunos maratones de montaña. Su entrenamiento se compone hoy en día de carreras regulares de dos horas alrededor de Exmoor.
En septiembre de 2012 se anunció que Fiennes estaba liderarando el primer intento de cruzar la Antártida durante el invierno austral, en ayuda caritatia para "Seeing is Believing" [Ver para Creer], una iniciativa para prevenir la ceguera evitable. El equipo de seis hombres fue dejado por el buque en la bahía Crown en la Tierra de la Reina Maud en enero de 2013, y esperó hasta el equinoccio de otoño del hemisferio Sur, el 21 de marzo de 2013, antes de adentrarse a través de la plataforma de hielo. El equipo ascendería a los 3000 m en la meseta interior, y se dirigiría hacia el Polo Sur. La intención era que Fiennes y un socio de esquí llegasen a pie, siendo seguidos por dos bulldozers que arrastrarían trineos industriales. Fiennes tuvo que retirarse de la expedición The Coldest Journey el 25 de febrero de 2013 a causa de la congelación y fue evacuado de la Antártida.

### Autor de libros
La carrera de Fiennes como autor se ha desarrollado junto a su carrera como explorador y es el autor de 19 libros de ficción y no ficción, incluyendo The Feather Men. En 2003, publicó una biografía del capitán Robert Falcon Scott que intentó proporcionar una sólida defensa de los logros y la reputación de Scott, que había sido fuertemente cuestionada por biógrafos como Roland Huntford. Aunque otros han hecho comparaciones entre Fiennes y Scott, Fiennes dice que se identifica más con Lawrence Oates, otro miembro del condenado equipo de la Antártida de Scott. 

### Opiniones políticas
Fiennes se afilió al Countryside Party en las elecciones europeas de 2004 en el distrito electoral del Sudoeste de Inglaterra, el cuarto en una lista de seis. El partido recibió 30.824 votos, insuficientes para que ninguno de sus candidatos fuese elegido. Es un patrón oficial del Partido de la Independencia del Reino Unido. Es también un miembro del libertario grupo de presión The Freedom Association. En agosto de 2014, Fiennes fue una de las 200 figuras públicas que habían firmado una carta a The Guardian oponiéndose a la independencia escocesa en el período previo al referéndum de septiembre de 2014 sobre esta cuestión.

### Presencia en los medios
Como invitado en el programa televisivo de automovilismo británico Top Gear, en la sección una "estrella en un coche de precio razonable" "Star in a reasonably priced car", su tiempo de vuelta en la pista de pruebas, en un Suzuki Liana fue de 1'51, siendo el 26 de 65. También apareció en la episodio especial Polar, reprendiendo casualmente a los tres anfitriones por su frívola actitud hacia los peligros del Ártico.
De acuerdo con una entrevista en Top Gear, Fiennes fue considerado para el papel de James Bond durante el proceso de selección, siendo uno de los últimos seis contendientes, pero fue rechazado por Cubby Broccoli por tener «las manos demasiado grandes y una cara de granjero», y Roger Moore fue finalmente elegido. Fiennes relató esta historia otra vez durante una de sus apariciones en Countdown, en la que se refirió también a una breve carrera cinematográfica que incluyó una aparición junto a Liz Frazer.
Entre el 1 y el 5 de octubre de 2012, y de nuevo del 13 a 19 de noviembre de 2013, Fiennes apareció en el show de juego del Channel 4 Countdown como la celebridad invitada en la 'esquina del diccionario' y proporcionó interludios basados en sus historias vitales y exploraciones.
Más recientemente Fiennes fue un experto comentarista invitado en el documental de la Public Broadcasting Service, Chasing Shackleton, que se emitió en enero de 2014.
Sir Ranulph hace discursos de empresa y en comidas y cenas benéficas y está representado por la agencia, Military Speakers

### Vida personal
Fiennes se casó con su novia de la infancia Virginia (Ginny) Pepper el 9 de septiembre de 1970. Vivieron en una finca agrícola país en Exmoor, Somerset, donde criaron ganado y ovejas. Ginny construyó una manada de vacas Angus mientras Fiennes estaba ausente en sus expediciones. La amplio apoyo que le prestó fue tan grande que fue la primera mujer en recibir la Medalla Polar. Los dos permanecieron casados hasta su muerte por cáncer de estómago en febrero de 2004.
Fiennes se embarcó en una gira de conferencias, en la que en Cheshire conoció a la amazona Louise Millington, con quien se casó en la iglesia de San Bonifacio, Bunbury, un año y tres semanas después de la muerte de Ginny. Tuvieron una hija, Elizabeth, que nació en abril de 2006. También tiene un hijastro llamado Alexander. En 2007 Louise fue entrevistada por The Daily Telegraph para ayudar a recaudar fondos para el Philip Leverhulme Equine Hospital en Cheshire.
El 6 de marzo de 2010, Fiennes estuvo involucrado en una colisión de tres coches en Stockport, que le ocasionó lesiones menores y lesiones graves al conductor de otro coche. Había estado en Stockport para participar en el maraon anual de High Peak, en Derbyshire, como parte de un equipo de veteranos conocido como Poles Apart que, a pesar de las temperaturas bajo cero, logró ganar con los veteranos el trofeo en poco más de 12 horas.

## Premios y reconocimientos
En 1970, mientras servía en el Ejército de Omán, Fiennes recibió la Medalla al Valor del sultán. También ha sido galardonado con varios doctorados honoris causa, el primero en 1986 por la Universidad de Loughborough, seguido por la Universidad de Central England (1995), la Universidad de Portsmouth (2000), por la Universidad caledoniana de Glasgow  (2002), la Universidad de Sheffield (2005), la Universidad de Abertay (Dundee, 2007) y la Universidad de Plymouth (septiembre de 2011). Fiennes recibió más tarde la Medalla del Fundador (Founder's Medal) de la Royal Geographical Society.
Fiennes fue nombrado Oficial de la Orden del Imperio Británico en 1993 por «la actividad humana y de los servicios de caridad» ("human endeavour and for charitable services") —sus expediciones han recaudado £14 millones para buenas causas.
En 1986 Fiennes fue galardonado con la Medalla Polar por el «servicio excepcional a la exploración polar británica y a la investigación». En 1994 fue galardonado con un segundo broche a la Medalla Polar, después de haber visitado los dos Polos. Sigue siendo la única persona que ha recibido un doble broche por el Ártico y la Antártida.
En 2007, en la Edición Especial Polar de Top Gear, los presentadores viajaron al Polo Norte magnético en una Toyota Hilux. Sir Ranulph fue llamado para hablar con los presentadores después de su bromas y constantes payasadas durante su entrenamiento en tiempo frío. Como antiguo invitado en el show, estaba familiarizado con su inclinación a las tonterías, Fiennes sin rodeos les informó de los graves peligros de las expediciones polares, mostrando imágenes de sus propias lesiones por congelación y enseñándoles lo que quedaba de su mano izquierda. Sir Ranulph recibió el reconocimiento por haber colocado su nombre antes de cada apellido en los créditos finales: "Sir Ranulph Clarkson, Sir Ranulph Hammond, Sir Ranulph May"....
En octubre de 2007, Fiennes obtuvo el puesto 94 (empatado con otros cinco) en una lista de los «Top 100 living geniuses» [Top 100 genios vivos], publicado por The Daily Telegraph. También en 2007 Fiennes recibió el premio de los deportes de la «ITV Greatest Briton Award» (otros nominados fueron Lewis Hamilton y Joe Calzaghe).
A finales de 2008 / principios de 2009 Fiennes participó en un nuevo programa de la BBC llamado Top Dogs: Adventures in War, Sea and Ice [Top Dogs: Aventuras en guerra, mar y hielo], en el que se asoció con otros británicos John Simpson, el editor de asuntos mundiales de la BBC, y sir Robin Knox-Johnston, el dueño de un yate alrededor del mundo. El equipo llevó a cabo tres viajes, y cada miembro del equipo experimentó en el campo de los otros aventureros. El primer episodio, emitido el 27 de marzo de 2009, vio a Fiennes, Simpson y Knox-Johnston en un viaje de recolección de noticias en Afganistán. El equipo informó del paso de Khyber y el complejo de montaña Tora Bora. En los otros dos episodios emprendieron un viaje alrededor del Cabo de Hornos y una expedición arrastrando trineos a través de la congelada bahía Frobisher, en el extremo norte de Canadá.
En 2010 Fiennes fue nombrado la mayor celebridad en recaudación de fondos en el Reino Unido por Justgiving, después de donar más de 2,5 millones de libras a Marie Curie Cancer Care durante los dos años anteriores, más que cualquier otro evento para recaudar fondos ofrecido en JustGiving.com durante el mismo período.
El 18 de julio de 2012 Fiennes fue recibido como Miembro Honorario (Honorary Fellowship) de la Universidad de Glamorgan.
En septiembre de 2011 Fiennes fue investido doctor honoris causa en Ciencias por la Universidad de Plymouth.
En diciembre de 2012 Fiennes fue nombrado uno de los «Hombres del Año 2012» ("The Men of the Year 2012") por la revista Top Gear magazine.[cita requerida]

## Obras
- 1983 - To the ends of the earth: The Transglobe Expedition, the first pole-to-pole circumnavigation of the globe, ISBN 978-0877954903
- Race to the Pole: Tragedy, Heroism, and Scott's Antarctic Quest (2005), Hyperion; Reprint edition, ISBN 978-0786888580
- 1988 - Living Dangerously, Time Warner Paperbacks, ISBN 978-0-7515-0434-7
- 1991 - The Feather Men, el libro de no ficción en el que se basó la película Killer Elite.
- 1992 - Atlantis of the Sands, Bloomsbury, ISBN 0-7475-1327-9
- 1997 - The Sett , Mandarin, ISBN 978-0749321611
- 1998 - Discovery Road, TravellersEye Ltd, ISBN 978-0-9530575-3-5, (con T. Garratt y A. Brown)
- 1999 -Fit for Life, Little, Brown & Co, ISBN 0-316-85263-5
- Home of the Blizzard: A True Story of Antarctic Survival, Birlinn Ltd, ISBN 978-1-84158-077-7, (de Sir Douglas Mawson, prólogo de Ranulph Fiennes)
- 2000 - Just for the Love of it: The First Woman to Climb Mount Everest from Both Sides, Free to Decide Publishing, ISBN 978-0-620-24782-5, (de Cathy O'Dowd, prólogo de Ranulph Fiennes)
- 2000 - Across the Frozen Himalaya: The Epic Winter Ski Traverse from Karakoram to Lipu Lekh, Indus Publishing Company, ISBN 978-81-7387-106-1, (de Harish Kohli, prólogo de Ranulph Fiennes)
- 2000 - The Antarctic Dictionary: A Complete Guide to Antarctic English, Museum Victoria Publishing, ISBN 978-0-9577471-1-1, (de Bernadette Hince, prólogo de Ranulph Fiennes)
- 2000 - Beyond the Limits, Little, Brown & Co, ISBN 978-0-316-85706-2
- 2002 - The Secret Hunters, Time Warner Paperbacks, ISBN 978-0-7515-3193-0
- 2005 - Above the World: Stunning Satellite Images From Above Earth, Cassell Illustrated, a division of the Octopus Publishing Group, ISBN 978-1-84403-181-8 (prólogo de Ranulph Fiennes)
- 2007 - Moods of Future Joys, Adlibbed Ltd, ISBN 978-1-897312-38-4 (de Alastair Humphreys, prólogo de Ranulph Fiennes)
- 2007 - Extreme Running Pavilion Books, ISBN 978-1-86205-756-2, (de Dave Horsley y Kym McConnell, prólogo de Ranulph Fiennes)
- 2007 - Travels with My Heart: The Essential Guide for Travellers with Heart Conditions Matador, ISBN 978-1-905886-88-3, (de Robin Liston, prólogo de Ranulph Fiennes)
- 2008 - Face to Face: Polar Portraits, The Scott Polar Research Institute with Polarworld, ISBN 978-0-901021-07-6 (con Huw Lewis-Jones, Hugh Brody y Martin Hartley (fotógrafo))
- 8 More Tales from the Travellers: A Further Collection of Tales by Members of the Travellers Club, M. Tomkinson Publishing, ISBN

978-0-905500-74-4 (con Sir Chris Bonington, Sandy Gall y otros)
- 2008 - Mad, Bad and Dangerous to Know, Hodder and Stoughton, ISBN 978-0-340-95169-9
- 2010 - Mad Dogs and Englishmen: An Expedition Round My Family, Hodder and Stoughton, ISBN 978-0-340-92504-1
- 2011 - Running Beyond Limits: The Adventures of an Ultra Marathon Runner, Mountain Media, ISBN 978-0-9562957-2-9, (by Andrew Murray, introducción de Ranulph Fiennes)
- 2011 - Killer Elite, Hodder & Stoughton Ltd, ISBN 978-1-4447-0792-2 (previously published as "The Feather Men")
- 2011 - My Heroes: Extraordinary Courage, Exceptional People, Hodder & Stoughton Ltd, ISBN 978-1-4447-2242-0
- 2012 - The Last Expedition, Vintage Classics ISBN 978-0-09-956138-5 (por el capitán Robert Falcon Scott, nueva edición con introducción de Ranulph Fiennes)
- 2013 - "Cold: Extreme Adventures at the Lowest Temperatures on Earth", Simon and Schuster ISBN 978-1-47112-782-3